# Parada de Tridente (TRAM Alicante)
Tridente es una parada del TRAM Metropolitano de Alicante donde prestan servicio las líneas 4 y 5. Está situada en el barrio Cabo de la Huerta. 

## Localización y características
Se encuentra ubicada en la avenida Goleta, en el lateral sur del parque longitudinal de dicha avenida. En esta parada se detienen los tranvías de las líneas 4 y 5. Dispone de dos andenes y dos vías.

## Líneas y conexiones
| << Cabecera    | < Estación     | Línea | Estación >   | Cabecera >>        |
| -------------- | -------------- | ----- | ------------ | ------------------ |
| Luceros        | Sergio Cardell |       | Av. Naciones | Plaza de La Coruña |
| Puerta del Mar | Sergio Cardell |       | Av. Naciones | Plaza de La Coruña |

Enlace con la línea de bus interurbano TAM (Alcoyana): Línea 21, Alicante-Playa San Juan-El Campello